# لولو پاپلول
لورا فرانچسکا «لولو» پاپلول (انگلیسی: Laura Francesca "Lulu" Popplewell) هنرپیشه و خواننده انگلیسی است. وی خواهر کوچکتر آنا پاپلول و خواهر بزرگتر فردی پاپلول، برادرزاده نیگل پاپول و نوهٔ الیور پاپلول است. وی در آغاز برای نقش دیزی در فیلم در واقع عشق مشهور شد.
او خواهر کوچک تر آنا پاپلول <سوزی پونسی در نارنیا> است.